# Taoulet
Ne pas confondre avec le Taoulet d'Aouet.
Le Taoulet est une montagne des Pyrénées françaises culminant à 2 341 m d'altitude dans le département des Hautes-Pyrénées. Elle sert de gare intermédiaire du téléphérique entre La Mongie et le pic du Midi de Bigorre.

## Toponymie
En occitan, taoulet signifie un sommet aplati sur le haut, replat important qui coupe la raideur de la pente.

## Géographie

### Situation
Le Taoulet se trouve sur le territoire de la commune de Bagnères-de-Bigorre.